# Azat Nurğalïyev
Azat Malïkulı Nurğalïyev (in kazako Азат Маликұлы Нұрғалиев?; in russo Азат Маликович Нургалиев?, Azat Malikovič Nurgaliev; Şımkent, 1º luglio 1987) è un ex calciatore kazako, di ruolo centrocampista.

## Statistiche

### Cronologia presenze e reti in nazionale
| Cronologia completa delle presenze e delle reti in nazionale ― Kazakistan | Cronologia completa delle presenze e delle reti in nazionale ― Kazakistan | Cronologia completa delle presenze e delle reti in nazionale ― Kazakistan | Cronologia completa delle presenze e delle reti in nazionale ― Kazakistan | Cronologia completa delle presenze e delle reti in nazionale ― Kazakistan | Cronologia completa delle presenze e delle reti in nazionale ― Kazakistan | Cronologia completa delle presenze e delle reti in nazionale ― Kazakistan | Cronologia completa delle presenze e delle reti in nazionale ― Kazakistan |
| Data                                                                      | Città                                                                     | In casa                                                                   | Risultato                                                                 | Ospiti                                                                    | Competizione                                                              | Reti                                                                      | Note                                                                      |
| ------------------------------------------------------------------------- | ------------------------------------------------------------------------- | ------------------------------------------------------------------------- | ------------------------------------------------------------------------- | ------------------------------------------------------------------------- | ------------------------------------------------------------------------- | ------------------------------------------------------------------------- | ------------------------------------------------------------------------- |
| 1-4-2009                                                                  | Almaty                                                                    | Kazakistan                                                                | 1 – 5                                                                     | Bielorussia                                                               | Qual. Mondiali 2010                                                       | -                                                                         | 81’                                                                       |
| 9-9-2009                                                                  | Andorra la Vella                                                          | Andorra                                                                   | 1 – 3                                                                     | Kazakistan                                                                | Qual. Mondiali 2010                                                       | -                                                                         | 87’                                                                       |
| 14-10-2009                                                                | Astana                                                                    | Kazakistan                                                                | 1 – 2                                                                     | Croazia                                                                   | Qual. Mondiali 2010                                                       | -                                                                         | 1’ 54’                                                                    |
| 3-3-2010                                                                  | Antalya                                                                   | Moldavia                                                                  | 1 – 0                                                                     | Kazakistan                                                                | Amichevole                                                                | -                                                                         |                                                                           |
| 11-8-2010                                                                 | Astana                                                                    | Kazakistan                                                                | 3 – 1                                                                     | Oman                                                                      | Amichevole                                                                | -                                                                         |                                                                           |
| 3-9-2010                                                                  | Astana                                                                    | Kazakistan                                                                | 0 – 3                                                                     | Turchia                                                                   | Qual. Euro 2012                                                           | -                                                                         |                                                                           |
| 7-9-2010                                                                  | Wals-Siezenheim                                                           | Austria                                                                   | 2 – 0                                                                     | Kazakistan                                                                | Qual. Euro 2012                                                           | -                                                                         | 46’ 59’                                                                   |
| 8-10-2010                                                                 | Astana                                                                    | Kazakistan                                                                | 0 – 2                                                                     | Belgio                                                                    | Qual. Euro 2012                                                           | -                                                                         | 74’                                                                       |
| 12-10-2010                                                                | Astana                                                                    | Kazakistan                                                                | 1 – 2                                                                     | Germania                                                                  | Qual. Euro 2012                                                           | -                                                                         | 63’                                                                       |
| 9-2-2011                                                                  | Antalya                                                                   | Bielorussia                                                               | 1 – 1                                                                     | Kazakistan                                                                | Amichevole                                                                | -                                                                         | 85’                                                                       |
| 26-3-2011                                                                 | Kaiserslautern                                                            | Germania                                                                  | 4 – 0                                                                     | Kazakistan                                                                | Qual. Euro 2012                                                           | -                                                                         | 60’                                                                       |
| 11-10-2011                                                                | Astana                                                                    | Kazakistan                                                                | 0 – 0                                                                     | Austria                                                                   | Qual. Euro 2012                                                           | -                                                                         | 46’                                                                       |
| 12-10-2012                                                                | Astana                                                                    | Kazakistan                                                                | 0 – 0                                                                     | Austria                                                                   | Qual. Mondiali 2014                                                       | -                                                                         | 86’                                                                       |
| 16-10-2012                                                                | Vienna                                                                    | Austria                                                                   | 4 – 0                                                                     | Kazakistan                                                                | Qual. Mondiali 2014                                                       | -                                                                         | 80’ 83’                                                                   |
| 4-6-2013                                                                  | Almaty                                                                    | Kazakistan                                                                | 1 – 2                                                                     | Bulgaria                                                                  | Amichevole                                                                | -                                                                         | 46’                                                                       |
| 5-3-2014                                                                  | Aksu                                                                      | Lituania                                                                  | 1 – 1                                                                     | Kazakistan                                                                | Amichevole                                                                | -                                                                         | 71’ 90’                                                                   |
| 12-8-2014                                                                 | Almaty                                                                    | Kazakistan                                                                | 2 – 1                                                                     | Tagikistan                                                                | Amichevole                                                                | -                                                                         | 65’                                                                       |
| 5-9-2014                                                                  | Astana                                                                    | Kazakistan                                                                | 7 – 1                                                                     | Kirghizistan                                                              | Amichevole                                                                | 1                                                                         | 64’                                                                       |
| 9-9-2014                                                                  | Astana                                                                    | Kazakistan                                                                | 0 – 0                                                                     | Lettonia                                                                  | Qual. Euro 2016                                                           | -                                                                         | 82’                                                                       |
| 10-10-2014                                                                | Amsterdam                                                                 | Paesi Bassi                                                               | 3 – 1                                                                     | Kazakistan                                                                | Qual. Euro 2016                                                           | -                                                                         | 90’                                                                       |
| 13-10-2014                                                                | Astana                                                                    | Kazakistan                                                                | 2 – 4                                                                     | Rep. Ceca                                                                 | Qual. Euro 2016                                                           | -                                                                         | 70’                                                                       |
| 16-11-2014                                                                | Istanbul                                                                  | Turchia                                                                   | 3 – 1                                                                     | Kazakistan                                                                | Qual. Euro 2016                                                           | -                                                                         | 82’ 96’                                                                   |
| 18-2-2015                                                                 | Aksu                                                                      | Moldavia                                                                  | 1 – 1                                                                     | Kazakistan                                                                | Amichevole                                                                | -                                                                         | 74’                                                                       |
| 28-3-2015                                                                 | Astana                                                                    | Kazakistan                                                                | 0 – 3                                                                     | Islanda                                                                   | Qual. Euro 2016                                                           | -                                                                         | 55’ 56’                                                                   |
| 12-5-2015                                                                 | Almaty                                                                    | Kazakistan                                                                | 0 – 0                                                                     | Burkina Faso                                                              | Amichevole                                                                | -                                                                         | 61’                                                                       |
| 10-10-2015                                                                | Astana                                                                    | Kazakistan                                                                | 1 – 2                                                                     | Paesi Bassi                                                               | Qual. Euro 2016                                                           | -                                                                         | 81’                                                                       |
| 26-3-2016                                                                 | Belek                                                                     | Azerbaigian                                                               | 0 – 0                                                                     | Kazakistan                                                                | Amichevole                                                                | -                                                                         | 64’                                                                       |
| 29-3-2016                                                                 | Tbilisi                                                                   | Georgia                                                                   | 1 – 1                                                                     | Kazakistan                                                                | Amichevole                                                                | 1                                                                         | 80’                                                                       |
| 7-6-2016                                                                  | Dalian                                                                    | Cina                                                                      | 0 – 1                                                                     | Kazakistan                                                                | Amichevole                                                                | 1                                                                         | 60’                                                                       |
| 30-8-2016                                                                 | Biškek                                                                    | Kirghizistan                                                              | 2 – 0                                                                     | Kazakistan                                                                | Amichevole                                                                | -                                                                         | 46’                                                                       |
| 4-9-2016                                                                  | Astana                                                                    | Kazakistan                                                                | 2 – 2                                                                     | Polonia                                                                   | Qual. Mondiali 2018                                                       | -                                                                         | 69’                                                                       |
| 8-10-2016                                                                 | Podgorica                                                                 | Montenegro                                                                | 5 – 0                                                                     | Kazakistan                                                                | Qual. Mondiali 2018                                                       | -                                                                         |                                                                           |
| 11-10-2016                                                                | Astana                                                                    | Kazakistan                                                                | 0 – 0                                                                     | Romania                                                                   | Qual. Mondiali 2018                                                       | -                                                                         | 66’                                                                       |
| 22-3-2017                                                                 | Larnaca                                                                   | Cipro                                                                     | 3 – 1                                                                     | Kazakistan                                                                | Amichevole                                                                | -                                                                         | 89’                                                                       |
| 26-3-2017                                                                 | Erevan                                                                    | Armenia                                                                   | 2 – 0                                                                     | Kazakistan                                                                | Qual. Mondiali 2018                                                       | -                                                                         |                                                                           |
| 10-6-2017                                                                 | Almaty                                                                    | Kazakistan                                                                | 1 – 3                                                                     | Danimarca                                                                 | Qual. Mondiali 2018                                                       | -                                                                         | 56’                                                                       |
| 1-9-2017                                                                  | Astana                                                                    | Kazakistan                                                                | 0 – 3                                                                     | Montenegro                                                                | Qual. Mondiali 2018                                                       | -                                                                         | 21’ 62’                                                                   |
| 5-10-2017                                                                 | Ploiești                                                                  | Romania                                                                   | 3 – 1                                                                     | Kazakistan                                                                | Qual. Mondiali 2018                                                       | -                                                                         | 46’                                                                       |
| 8-10-2017                                                                 | Astana                                                                    | Kazakistan                                                                | 1 – 1                                                                     | Armenia                                                                   | Qual. Mondiali 2018                                                       | -                                                                         |                                                                           |
| 21-2-2019                                                                 | Adalia                                                                    | Kazakistan                                                                | 1 – 0                                                                     | Moldavia                                                                  | Amichevole                                                                | -                                                                         | cap. 66’                                                                  |
| 28-3-2021                                                                 | Astana                                                                    | Kazakistan                                                                | 0 – 2                                                                     | Francia                                                                   | Qual. Mondiali 2022                                                       | -                                                                         | cap. 83’                                                                  |
| 31-3-2021                                                                 | Kiev                                                                      | Ucraina                                                                   | 1 – 1                                                                     | Kazakistan                                                                | Qual. Mondiali 2022                                                       | -                                                                         | cap. 87’                                                                  |
| 4-6-2021                                                                  | Skopje                                                                    | Macedonia del Nord                                                        | 4 – 0                                                                     | Kazakistan                                                                | Amichevole                                                                | -                                                                         | cap. 72’                                                                  |
| 1-9-2021                                                                  | Astana                                                                    | Kazakistan                                                                | 2 – 2                                                                     | Ucraina                                                                   | Qual. Mondiali 2022                                                       | -                                                                         | cap. 60’                                                                  |
| Totale                                                                    |                                                                           | Presenze                                                                  | 44                                                                        |                                                                           | Reti                                                                      | 3                                                                         |                                                                           |

## Palmarès

### Club
- Qazаqstan Prem'er Ligasy: 2

Tobyl: 2010
Astana: 2016
- Qazaqstan Kubogy: 2

Ordabasy: 2011
Astana: 2016
- Supercoppa del Kazakistan: 1

Tobyl: 2021

### Individuale
- Capocannoniere della coppa del Kazakistan: 1

2014 (3 gol)